# Gare de Varangéville-Saint-Nicolas
Gare de Varangéville-Saint-Nicolas – stacja kolejowa w Varangéville, w departamencie Meurthe i Mozela, w regionie Grand Est, we Francji.
Jest stacją Société nationale des chemins de fer français (SNCF), obsługiwaną przez pociągi TER Lorraine.

## Położenie
Znajduje się na wysokości 208 m n.p.m., na 365,396 km linii Paryż – Strasburg, pomiędzy dworcami Laneuveville-devant-Nancy i Dombasle-sur-Meurthe.

## Usługi
Przewozy kolejowe są prowadzone przez pociągi TER Lorraine, kursujące między Nancy a Lunéville, Saint-Dié-des-Vosges lub Remiremont, Épinal i Strasburgiem.